# Sideshow Collectibles
Sideshow Collectibles è una società statunitense produttrice di modellini, action figure e altro materiale da collezione dotato di licenze originali. La società venne fondata in California nel 1994.
La società è inoltre distributrice ufficiale dei prodotti Hot Toys per Stati Uniti, Sud America, Europa, Australia e Asia.
Dato l'alto livello di dettaglio, i prodotti della Sideshow hanno costi molto elevati, con action figure che arrivano a costare anche cifre considerevoli.

## Storia
La Sideshow Collectibles nasce nel 1994, come Sideshow Toys. Originariamente la società si occupava di prototipi di giocattoli per compagnie come Mattel, Galoob e Wild Planet. Nel 1999, la Sideshow cominciò a commercializzare la propria linea di prodotti, iniziando con delle action figure dei Mostri della Universal, la serie Universal Classic Monsters su licenza ufficiale, distribuita nella catena di negozi Toys R Us e presso altri rivenditori. La compagnia passò poi alla creazione e ideazione di veri e propri modelli in scala ridotta di personaggi di film, fumetti, videogiochi, ecc. con un alto livello di dettaglio, e fu in questo periodo che la Sideshow cambiò il proprio nome da "Toys" a "Collectibles".
Successivamente, iniziò a vendere i propri prodotti direttamente. Da allora la Sideshow ha continuato a specializzarsi, offrendo opzioni quali pre-ordering, pagamenti flessibili, diritto di recesso e garanzie, concentrandosi sulla qualità del dettaglio dei prodotti.

## Licenze produttive

### Film
- 1997: Fuga da New York[3]
- Venerdì 13[4]
- Ghost Rider[5]
- Indiana Jones e il tempio maledetto
- Indiana Jones e il regno del teschio di cristallo[6]
- Lo squalo[7]
- Jurassic Park[8]
- Spider-Man 3[9]
- Star Wars[10]
- Teenage Mutant Ninja Turtles[11]
- Terminator 2: Judgment Day[12]
- Terminator Salvation[13]
- The Texas Chain Saw Massacre
- Transformers - La vendetta del caduto[14]
- Tremors[15]
- Tron: Evolution[16]

### DC Comics
- Aquaman
- Batman[17]
- Catwoman
- Darkseid
- Harley Quinn
- Joker
- Lanterna Verde[18]
- Lobo
- Poison Ivy[19]
- Superman

### Marvel Comics
- Deadpool
- Hulk[20]
- Iron Man
- Mary Jane Watson[21][22]
- Psylocke[23]
- La Cosa[24]
- Thor[25]
- Ultron[26]
- Venom[27]
- Wolverine[28]

### Serie TV
- Buffy l'ammazzavampiri[29]
- G.I. Joe: A Real American Hero[30]
- Goliath da Gargoyles[31]
- Muppets dal The Muppet Show

### Videogiochi
- Diablo III[32]
- Lara Croft and the Guardian of Light[33]
- Tomb Raider: Legend[34]
- Tomb Raider: Underworld[35]
- Uncharted 3: Drake's Deception[36]